# El Hierró-i repülőtér
Az El Hierró-i repülőtér (IATA: VDE, ICAO: GCHI) Spanyolország egyik belföldi repülőtere, amely El Hierro közelében található. Éves utasforgalma 273 687 fő (2022).

## Futópályák
A repülőtér futópályái:
- 16/34 (1250 m, 30 m, aszfalt)

## Forgalom
Az utasforgalom az elmúlt években az alábbi módon változott:
| Utasok száma | 134 352 | 157 981 | 184 843 | 183 891 | 170 225 | 148 978 | 156 441 | 247 203 | 178 526 | 273 687 |
|              | 2003    | 2005    | 2007    | 2009    | 2011    | 2014    | 2016    | 2018    | 2020    | 2022    |

## Légitársaságok és úticélok
| Légitársaság    | Célállomások                 |
| --------------- | ---------------------------- |
| Binter Canarias | Gran Canaria, Tenerife–North |
| CanaryFly       | Gran Canaria, Tenerife–North |